# Haruka Ayase

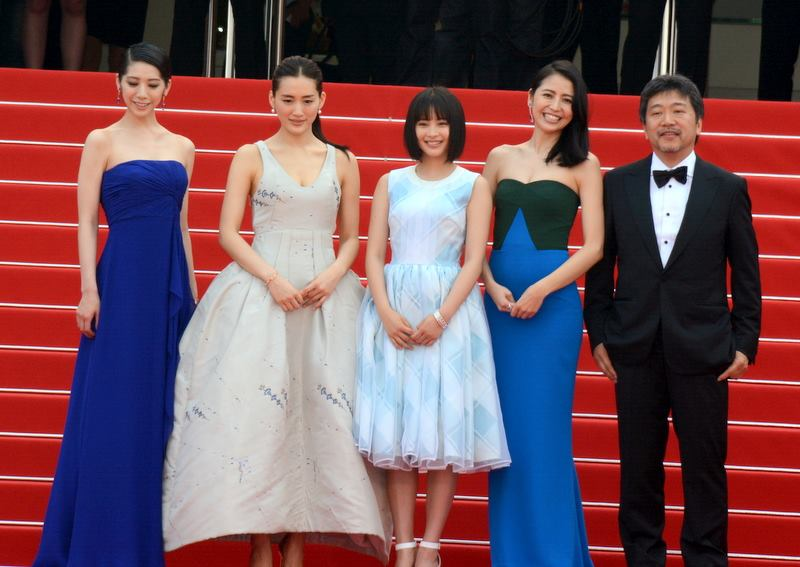
Harukaya Ayase (zweite von links) mit dem Regisseur und anderen Darstellern von Unsere kleine Schwester beim Filmfestival in Cannes 2015

Haruka Ayase (jap. 綾瀬 はるか, * 24. März 1985 als Aya Tademaru 蓼丸 綾 in Hiroshima) ist eine japanische Schauspielerin, Model, Synchronsprecherin und Sängerin. Haruka Ayase ist ihr Künstlername.

## Karriere
Im September 2000 nahm sie mit 15 Jahren an der 25. Horipro Talent Scout Caravan teil und gewann den Jurypreis. Aus 16.000 Onlinevorschlägen wurde ihr Künstlername Haruka Ayase ausgewählt. In ihrem ersten Job arbeitete sie als Bikinimodel für eine Ausgabe der Wochenzeitschrift „Weekly Young Jump“ (jap. 週刊ヤングジャンプ). Insgesamt arbeitete sie etwa 4 Jahre hauptberuflich als Fotomodel. Ihr Schauspieldebüt machte sie 2001 in der Fernsehserie Kindaichi shōnen no jiken bo (金田一少年の事件簿). 2004 war sie Synchronsprecherin für die Rolle der Violet Parr in der japanischen Version von Die Unglaublichen – The Incredibles, die sie in der Fortsetzung von 2018 wieder aufnahm.
Ihr Debüt als Sängerin machte Ayase mit der Single Period (ピリオド), die am 24. März 2006 veröffentlicht wurde und Platz 8 der Charts erreichte. Produziert wurde sie von Takeshi Kobayashi. Bei Dreharbeiten für den Film My Girlfriend is a Cyborg von 2008 brach sie sich die Nase. 2013 spielte sie die Hauptrolle der Niijima Yae in dem NHK-Taiga-Dorama Yae no Sakura. Die Serie wurde 2014 in der Kategorie Beste Dramaserie für den International Emmy Award nominiert. Für ihre Rolle in dem 2015 erschienenen Film Unsere kleine Schwester wurde sie mehrfach als Beste Hauptdarstellerin nominiert und ausgezeichnet.

## Filmografie (Auswahl)

### Film
- 2002: Justice
- 2004: Amenasu no kawa
- 2005: New Horizon
- 2005: Samurai Commando: Mission 1549
- 2006: Taberuki shinai
- 2007: Hero
- 2008: My Girlfriend is a Cyborg
- 2008: Ichi – Die blinde Schwertkämpferin
- 2008: The Magic Hour
- 2008: Happy flight
- 2009: Oppai Volleyball
- 2009: Rookies
- 2009: Haruka und der Zauberspiegel
- 2010: The Incite Mill
- 2011: Princess Toyotomi
- 2012: Hotaru no Hikari
- 2012: Dearest
- 2013: Real
- 2014: All-Round Appraiser Q: The Eyes of Mona Lisa
- 2015: Unsere kleine Schwester
- 2015: Galaxy Turnpike
- 2016: The Kodai Family
- 2016: Fueled: The Man They Called Pirate
- 2017: Honnōji Hotel
- 2018: Color me true
- 2021: Caution, Hazardous Wife: The Movie
- 2022: Yes, I Can't Swim
- 2023: The Legend and Butterfly
- 2023: Revolver Lily

### Fernsehen
- 2001: Hero
- 2004: Koi Suru Sokuratesu
- 2006: Tatta hitotsu no koi
- 2009: Jin
- 2011: Jin 2
- 2011: Nankyoku Tairiku
- 2012: Hotaru no hikari
- 2013: Yae no Sakura
- 2014: Kyō wa Kaisha Yasumimasu.
- 2016: Watashi wo hanasanai de
- 2016–2018: Guardian of the Spirit (Realverfilmung)
- 2022: My Ex-Boyfriend's Last Will

### Synchronsprecher
- 2004: The Incredibles als Violet Parr
- 2018: Incredibles 2 als Violet Parr

### Werbespots
- 2012 für KFC[7]
- 2018 für ANA[8]
- 2019 für Coca-Cola[8]
- 2019 für die japanische Kosmetikmarke SK-II[9]

### Auszeichnungen
| Jahr | Auszeichnung                          | Kategorie und Film | Ergebnis  | Beleg  |
| ---- | ------------------------------------- | --- | --------- | ------ |
| 2007 | Elan d’or Award                       | Nachwuchsdarsteller des Jahres                                                                                              | Gewonnen  | [ 10 ] |
| 2008 | Nikkan Sports Film Award              | Beste Hauptdarstellerin für My Girlfriend is a Cyborg, Ichi – Die blinde Schwertkämpferin und Happy Flight                  | Gewonnen  | [ 6 ]  |
| 2009 | Hashida Award                         | Bester Nachwuchsdarsteller für Jin                                                                                          | Gewonnen  | [ 11 ] |
| 2010 | Mainichi Eiga Concours                | Beste Hauptdarstellerin für Oppai barē                                                                                      | Gewonnen  | [ 6 ]  |
| 2010 | Japanese Academy Award                | Beste Hauptdarstellerin für Oppai barē                                                                                      | Nominiert | [ 6 ]  |
| 2012 | Festival de Télévision de Monte-Carlo | Herausragende Schauspielerin in einer Dramaserie für Nankyoku tairiku: Kami no ryouiki ni idonda otoko to inu no monogatari | Nominiert | [ 6 ]  |
| 2015 | Nikkan Sports Film Award              | Beste Hauptdarstellerin für Unsere kleine Schwester                                                                         | Gewonnen  | [ 6 ]  |
| 2015 | Yokohama Film Festival                | Beste Hauptdarstellerin für Unsere kleine Schwester                                                                         | Gewonnen  | [ 12 ] |
| 2016 | Mainichi Eiga Concours                | Beste Hauptdarstellerin für Unsere kleine Schwester                                                                         | Gewonnen  | [ 6 ]  |
| 2016 | Japanese Academy Award                | Beste Hauptdarstellerin für Unsere kleine Schwester                                                                         | Nominiert | [ 6 ]  |
| 2016 | Asian Film Critics Association Award  | Beste Hauptdarstellerin für Unsere kleine Schwester                                                                         | Nominiert | [ 6 ]  |
| 2016 | Asian Film Award                      | Beste Hauptdarstellerin für Unsere kleine Schwester                                                                         | Nominiert | [ 6 ]  |

## Diskografie (Auswahl)

### Singles
| Jahr | Titel                     | Chartplatzierung |
| ---- | ------------------------- | ---------------- |
| 2006 | Period (ピリオド Piriodo) | 8                |
| 2006 | Kōsaten Days (交差点days) | 8                |
| 2007 | Hikōkigumo (飛行機雲)     | 23               |
| 2010 | Māgaretto (マーガレット)  | 20               |